# 克罗斯蒂茨
克罗斯蒂茨（德語：Krostitz）是德国萨克森州的市镇，隶属于北萨克森县。总面积为43.21平方千米，截至2023年12月31日总人口为4,189人。